# Nicolas Seube
Nicolas Seube (Toulouse, 11 de agosto de 1979) é um ex-futebolista frances que atuava como zagueiro e meia defensivo durante sua carreira. Atuou durante toda sua carreira profissional no SM Caen, de 2001 até 2017.

## Carreira
Seube começou a carreira no Toulouse, clube de sua cidade natal, mas nunca chegou a estrear profissionalmente pela equipe. No inicio de 2001 transferiu-se sem custo para o Caen, construindo uma longa historia de identificação e jogos
Seube é o recordista isolado de jogos pelo Caen, com 520 jogos e 10 gols.